# Châteauvieux-les-Fossés
Châteauvieux-les-Fossés è un comune francese di 10 abitanti (stima del 1999) situato nel dipartimento del Doubs nella regione della Borgogna-Franca Contea.

## Società

### Evoluzione demografica
Abitanti censiti